# جائزة روسيا الكبرى 2018
جائزة روسيا الكبرى 2018 هو سباق فورمولا 1 أقيم بتاريخ 30 سبتمبر 2018 في مضمار سوتشي للسيارات، كراسنودار كراي، روسيا. كان السادس عشر من أصل 21 في بطولة العالم لسباقات الفورمولا واحد موسم 2018. حلّ البريطاني لويس هاملتون أولا بينما جاء الفنلندي فالتيري بوتاس في المركز الثاني وحصل على المركز الثالث الألماني سباستيان فيتل.

## الترتيب النهائي
|         | الترتيب | السائق         | النقاط |
| ------- | ------- | -------------- | ------ |
|         | 1       | لويس هاملتون   | 306    |
|         | 2       | سباستيان فيتل  | 256    |
| 1       | 3       | فالتيري بوتاس  | 189    |
| 1       | 4       | كيمي رايكونن   | 186    |
|         | 5       | ماكس فيرستابين | 158    |
| المصدر: |         |                |        |